# Waldangelbach
Der Waldangelbach, oft auch nur Angelbach genannt, ist ein 17 km langer Bach durch den westlichen Kraichgau, der in der Stadt Wiesloch im Rhein-Neckar-Kreis in Baden-Württemberg von links und Südosten in den Leimbach mündet.
Er ist zu unterscheiden vom wenig talaufwärts in Dielheim von der anderen Seite dem Leimbach zulaufenden Gauangelbach, der ebenfalls als Angelbach bezeichnet wird.

## Geographie

### Verlauf
Der Waldangelbach entspringt auf der Gemarkung des Östringer Dorfes Eichelberg und durchfließt dann in sehr beständig nordwestlichem Lauf den Sinsheimer Ortsteil Waldangelloch, die Gemeinde Angelbachtal, Mühlhausen, den Rauenberger Ortsteil Rotenberg und Rauenberg selbst, welche alle dem Kraichgau angehören, und mündet schließlich kurz vor dessen Eintritt in die Oberrheinische Tiefebene nach einem Lauf von 17 km in Wiesloch von links und Südosten in den Leimbach.

### Einzugsgebiet
Das Einzugsgebiet des Waldangelbachs liegt zwischen den beiden größeren Flusssystemen der Elsenz im Osten und Südosten und des Kraichbachs im Südwesten und Westen. Der höchste Punkt darin liegt auf dem Eichelberg nahe der gleichnamigen Ortschaft auf 326,8 m ü. NN unweit der Quelle und dicht am Südosteck der Wasserscheide, von dem aus sich dieses etwa in Form einer Spindel etwa 15 km weit nach Nordosten bis zur Mündung in Wiesloch auf etwa 116 m ü. NN erstreckt. Quer dazu erreicht es eine maximale Breite von knapp 5,5 km.

### Zuflüsse
Hierarchische Liste der Zuflüsse und  Seen von der Quelle zur Mündung. Gewässerlängen in der Regel nach LUBW-FG10 (Datensatzeinträge), Einzugsgebiete entsprechend nach LUBW-GEZG, Seeflächen nach LUBW-SG10, Höhenangaben nach dem Höhenlinienbild auf dem Geodatenviewer. Andere Quellen für die Angaben sind vermerkt.
Ursprung des Waldangelbach etwa 200 m nordöstlich und rund 50 Höhenmeter unterhalb der Eichelberger St.-Michaels-Kapelle auf etwa 250 m ü. NN im unteren Hangwald der Geländestufe, die zwischen Eichelberg (326,8 m ü. NN) im Nordosten und dem Greifenberg (271,1 m ü. NN) im Westen über den länglichen Kapellenberg zusammenhängt.
- (Anderer Quellast), von rechts am Waldaustritt der Talsteige der L 551 auf etwa 225 m ü. NN, 0,813 km und 0,483 km². Entsteht am oberen Ende der Steige beim Straßenabzweig nach Eichelberg auf etwa 250 m ü. NN. Dieser Zweig ist unwesentlich kürzer mit durch den hohen Eichelberg zur Rechten etwas größerem Einzugsgebiet als der Hauptast.
- Bettelgraben, von links an der südöstlichen Ortsgrenze des Sinsheimer Dorfs Waldangelloch auf etwa 190 m ü. NN, 0,536 km. Entsteht am Osthang des Bettelbergs auf etwa 230 m ü. NN.
- (Bach aus der Borhardsklinge), von links in Waldangelloch gegenüber den Resten der Burg, 0,781 km. Entsteht auf etwa 240 m ü. NN und durchläuft das baumerfüllte Pfaffenloch.
- Winkelbach, von rechts in Waldangelloch auf unter 185 m ü. NN, 2,797 km und 3,751 km². Entsteht im breiten Waldstreifen nordöstlich des Dorfs gegen den Immelhäuser Hof auf etwa 235 m ü. NN.
  - Dornschlaggraben, von links am Rand des Löhles zur Westspitze des Großen Wald auf etwa 200 m ü. NN, 1,4 km. Entsteht an einem Wegkreuz im Großen Wald auf etwa 225 m ü. NN.
  - Bittiggraben, von links westlich des Buchenauerhofs auf etwa 190 m ü. NN, 1,245 km. Entsteht am Ostrand des offenen Bittichs (!) gegen den Wald im Westen auf etwa 218 m ü. NN und läuft dann am Buchenauerhof vorbei durch das heute als Golfplatz dienende Gelände.
    - Hansengraben, von links kurz vor der Mündung, zuletzt am Rand eines Waldstreifens auf dem Golfplatz, 0,54 km. Entsteht auf knapp 230 m ü. NN.
- Gänswiesengraben, von rechts nahe dem nördlichen Dorfausgang auf unter 175 m ü. NN, 1,805 km und 0,465 km². Entsteht nördlich des Kornbergs auf etwas über 215 m ü. NN.
- Eberbach, von links kurz nach der Gemarkungsgrenze von Angelbachtal auf unter 170 m ü. NN, 2,292 km und 2,463 km². Entsteht zwischen Bettelberg und Eulenberg im Wald Wüstrott auf unter 230 m ü. NN.
  -  Durchfließt am Austritt aus dem Wüstrott zwei Teiche auf unter 190 m ü. NN, 0,1633 ha und 0,2548 ha.
  -  Speist westlich unter dem Dammberg einen weiteren Teich auf unter 182 m ü. NN, 0,1073 ha.
- Hohlbinsengraben, von links am Eingang zum Dorf Michelfeld der Gemeinde Angelbachtal, 1,9 km auf dem Namenslauf und  2,7 km mit dem Oberlauf Langentalgraben sowie 3,8 km². Entsteht südlich des Hungerbergs am Gewann Herdt auf etwa 186 m ü. NN aus seinen beiden Oberläufen.
  - Langentalgraben, linker Oberlauf von Westsüdwesten, 0,8 km. Entsteht auf etwa 202 m ü. NN am Beginn des durchlaufenen Langentals.
  - Schleichelgraben, rechter Oberlauf von Südwesten, 1,1 km. Entsteht auf etwa 207 m ü. NN am Gewann Schleichel vor dem Waldhang Steinrutsche.
  - Schneckenbergerteichgraben, linker und westnordwestlicher Zufluss, 0,8 km. Entsteht auf etwa 210 m ü. NN im Gewann Schneckenbergerteich vor einigen Weinbergen unterm Hohberg.
- Röhriggraben, von rechts im Angelbachtaler Dorf Michelfeld an der Brücke der Industriestraße auf unter 165 m ü. NN, 0,697 km. Entsteht an der Nordostecke des Röhrich zum Wald auf etwa 185 m ü. NN. Hat im Wald aufwärts von der Stelle einen zusätzlichen unbeständigen Oberlauf von etwa 0,5 km[3], beginnend auf etwa 215 m ü. NN.
- Binziggraben, von links in Michelfeld kurz vor der querenden Karlsstraße, 0,855 km. Entsteht am westlichen Dorfrand im Gewann Binsich auf etwa 180 m ü. NN.
- Schallbach, von links bald nach der Karlsstraße, 1,505 km. Entspringt unter dem Weinbergen an der Steinhälde auf etwa 200 m ü. NN und fließt am Unterlauf durchs Dorf rechts dicht am ehemaligen Wasserschloss Michelfeld vorbei.
- Im abwärtigen Mündungswinkel des vorigen liegt ein Teich, 0,0876 ha.
- Ohlbachgraben, von rechts an der Markungsgrenze zum nächsten Angelbachtaler Dorf Eichtersheim vor dem Park des Wasserschlosses Eichtersheim auf etwa 160 m ü. NN, 1,87 km und 2,94 km². Entsteht unter den Weinbergen des östlichen Hermannsbergs auf etwa 185 m ü. NN.
- Mittelbach, von links 50 Meter danach verdolt im Schlosspark, 1,164 km. Entsteht im nach ihm benannten Gewann wenig vor der Schießanlage am Waldrand auf etwa 190 m ü. NN.
- Wiesenbach, von links offen im Schlosspark Eichtersheim, 1,758 km. Entsteht als Heimbach im Gewann Neusatz auf etwa 195 m ü. NN.
  -  Speist noch als Heimbach vier Teiche im Gewann Bischofsäcker auf etwa 180 m ü. NN, unter 0,207 ha.
  - (Zulauf), von rechts in den Bischofsäckern in einer gegen den Ortsrand mit einem Erddamm versehenen Senke auf etwa 172 m ü. NN, etwa 0,4 km.[3] Entsteht auf etwa 185 m ü. NN.
- Passiert gleich darauf das Wasserschloss Eichtersheim links des Bachs im Park, das von einem geschlossenen Wassergrabenring mit einer Grundfläche von fast 0,3 ha[4] umgeben ist.
- Eschelbach, von rechts am Eichtersheimer Dorfende neben der Brücke der B 292 auf unter 155 m ü. NN, 3,45 km und 5,382 km². Entsteht am Waldrand der Gruben östlich des Sinsheimer Dorfes Eschelbach als Feldweggraben auf etwa 208 m ü. NN.
  - Wannengraben, von rechts in Eschelbach beim Feuerwehrhaus auf rund 170 m ü. NN, beide Bäche sind hier verdolt, 1,346 km. Entsteht bei einem Aussiedlerhofkomplex westlich von Eschelbach auf etwa 200 m ü. NN.
    - Herrenbach, von links am nordwestlichen Ortsrand von Eschelbach auf über 180 m ü. NN, 0,669 km. Entsteht am untersten Fuß des Rattenbergs auf unter 210 m ü. NN.
      - (Anderer Oberlauf), von links am Weg aus dem Dorf zu den Weinbergen am Rattersberg auf unter 190 m ü. NN, ca. 0,5 km.[3] Entsteht am Fuß des Weinberghangs auf unter 210 m ü. NN. Ist etwa gleich lang wie der andere Ast.
      -  Vier kleine Teiche links des Laufs unmittelbar vor der Mündung, zusammen 0,0776 ha.

  - (Bach von der Unteren Steinhälde), von links verdolt unter dem Würzburger Straße beim Abgang der Kandelstraße auf unter 160 m ü. NN, 0,734 km. Entsteht am südöstlichen Dorfrand unterm Weinberghang am Rosenberg auf etwa 183 m ü. NN.
- Sausuttergraben, von links noch vor der folgenden Kläranlage auf etwa 153 m ü. NN, 2,381 km und 1,805 km². Entspringt einer Quelle im Westen des Waldgewanns Legelsbusch auf unter 200 m ü. NN.
  - Legelsbuschgraben, rechter Quellbach, 0,706 km. Entsteht im südlichen Legelsbusch auf etwa 190 m ü. NN.
    - (Anderer Quellast des Legelsbuschgrabens), von links auf etwa 180 m ü. NN, ca. 0,3 km.[3] Entsteht auf etwa 200 m ü. NN. Etwas länger als der Hauptast.

  -  Durchfließt den Weiher Erlensee im Bruch unmittelbar nach dem Waldaustritt, etwa 0,6107 ha.
  - Kieslochgraben, vielleicht auch Eichplattengraben, von rechts im Bruch auf etwa 162 m ü. NN, 0,52 km. Entsteht in einer Mulde unmittelbar westlich des Schindbuckels auf etwa 185 m ü. NN.
- Hohbrückengraben, von links auf unter 150 m ü. NN, 0,726 km. Entsteht im Waldsaum zu den Hasenäckern auf etwa 172 m ü. NN.
- Spechbachgraben, von rechts fast gegenüber dem folgenden, 1,014 km. Entsteht auf etwa 185 m ü. NN. Rechts des Baches liegt meistens das hecken- und gehölzreiche Naturschutzgebiet Gräbenwiesen, Spechbach, Weidichberg und Birkenwald an.  Vor dem aufwärtigen Mündungssporn des westlichen Kletterbergs liegt links mündungsnah auf etwa 150 m ü. NN ein Teich, 0,3514 ha.
- Bombach, von links, 1,492 km und 0,851 km². Entsteht im Wald wenig nordöstlich der Schlehberg-Kuppe auf etwa 197 m ü. NN. Ist wie der vorige Gemeindegrenze zwischen Angelbachtal und Mühlhausen.
- Weidichgraben, von rechts etwa 400 Meter weiter flussab auf etwa 148 m ü. NN, 0,682 km. Entsteht am Südfuß des Weidichsbergs im Naturschutzgebiet auf etwa 170 m ü. NN. Kurz vor der Mündung läuft ihm ein Seitenast des Spechbachgrabens zu.  Im abwärtigen Mündungsdreieck in der Au liegt nahe der Mündung der Rohrwiesensee, ca. 0,4 ha.[5]
- Tairnbächle, von rechts kurz vor Mühlhausen im  1,6184 ha großen Hochwasserrückhaltebecken auf rund 145 m ü. NN, 2,104 km und 6,074 km². Entsteht an der Stegwiesenstraße im Ortsteil Tairnbach auf etwa 170 m ü. NN. Ist mit dem viel längeren rechten Quellast Melschbach als Oberlauf 3,410 km lang.
  - Untere Melschbach, von rechts kurz vor dem Gewerbegebiet Im Bangert auf etwa 162 m ü. NN, 1,825 km. Entsteht westlich des Ortes beim Neufeld an einem Böschungsgebüsch auf etwa 203 m ü. NN.
    - Melschbach, von links vor der Südspitze des bewaldeten Wallenbergs auf etwa 170 m ü. NN, 0,752 km. Entsteht östlich des Dielheimer Windhofs auf über 200 m ü. NN.
    - Würmleinsgraben, von links gleich danach, 0,772 km. Entsteht im Auengewann Würmleinsbrunnen auf etwa 190 m ü. NN.

  - Massenbach, von rechts am Beginn des Gewerbegebiets Im Bangert, 0,835 km. Entsteht westlich des Mühlhausener Siedlungsplatzes Dreibrücken auf etwa 180 m ü. NN.
- Rotwiesengraben, von links in Mühlhausen gegenüber der Unteren Mühlstraße auf über 140 m ü. NN, 1,264 km und 0,944 km². Entsteht am Nordrand des Rodschlags zum Dorf auf etwa 160 m ü. NN.
- Altenbach, von links noch vor dem Ortsteil Rotenberg der Stadt Rauenberg auf etwa 137 m ü. NN, 1,104 km und 0,719 km². Entsteht neben der Straße nach dort kurz vor Beginn der Weinberge des Ortsteils Malschenberg auf etwa 175 m ü. NN.
- Wildsklammbach, von rechts in Rauenberg bei der Bieggasse auf unter 130 m ü. NN, 0,813 km und 0,829 km². Entsteht am oberen Hangwaldrand des Withaus auf etwa 210 m ü. NN.
- Leimengraben, von rechts neben dem südlichen Zubringer L 594 aus Wiesloch zur B 3 auf etwa 120 m ü. NN, 1,609 km und 0,632 km². Entsteht beim Wieslocher Keitelberghof auf etwa 160 m ü. NN.

Mündung des Waldangelbachs im westlichen Wiesloch beim Abzweig der Dr.-Martin-Luther- von der Schwetzinger Straße auf etwa 116 m ü. NN von links und Südosten in den Leimbach. Der Waldangelbach ist 17,1 km lang und hat ein 55,0 km² großes Einzugsgebiet.

### Ortschaften
am Gewässer von der Quelle zur Mündung. Nur Orte tiefster Schachtelungsstufe sind selbst Gewässeranrainer.
- Landkreis Karlsruhe
  - Stadt Östringen
    - (keine Ortschaft)
- Rhein-Neckar-Kreis
  - Sinsheim
    - Waldangelloch (Dorf)

  - Gemeinde Angelbachtal
    - Michelfeld (Dorf)
    - Eichtersheim (Dorf)

  - Gemeinde Mühlhausen
    - Mühlhausen (Dorf)

  - Stadt Rauenberg
    - Rotenberg (Dorf)
    - Rauenberg (Dorf)

  - Stadt Wiesloch
    - (westliche Stadt)

## Schutzgebiete

### Naturschutzgebiete

#### Gräbenwiesen, Spechbach, Weidichberg und Birkenwald
Das aus mehreren Teilflächen zusammengesetzte kleine Naturschutzgebiet Gräbenwiesen, Spechbach, Weidichberg und Birkenwald liegt östlich von Mühlhausen an der rechten Bach- und Talseite zwischen den Zuflüssen Spechbachgraben und Tairnbach. Es zeigt die kraichgautypischen Landschaftselemente und umfasst auch den Uferbereich am dauergestauten Teil des Rückhaltebeckens, wo Wasservögel, rasten, brüten und überwintern.

#### Altenbachtal und Galgenberg
Das Naturschutzgebiet Altenbachtal und Galgenberg westlich von Rotenberg und südlich von Rauenberg ist über einen Quadratkilometer groß. Auf dort naturnah gebliebenen Flächen gibt es eine vielfältige Feuchtgebietsvegetation. Büsche trennen kleinteilige, durch Hangsickerwasser und Hangquellen befeuchtete Wiesen. Auf trockenen Hänge wechseln kleinräumig Halbtrockenrasen, Streuobstwiesen, Hecken, Hangterrassen und Böschungen im Löss einander ab. In einer aufgelassenen Lössgrube hat sich ein Sekundärbiotop entwickelt.

#### Landschaft am Waldangelbach
Das  Naturschutzgebiet Landschaft am Waldangelbach gehört zu den Gemarkungen Rauenberg und Wiesloch. Es hat eine Größe von rund 11,5 ha und umfasst ehemalige Flächen der Tongrube und Teile des Waldangelbachs mit Wiesen und Waldbeständen. Es schützt den letzten Teil des Bachbettes des Waldangelbachs vor seiner Einmündung in den Leimbach. Das Tal ist sehr weit, der rechte Hang sanft und mit Wein bestanden. Der linke fehlt ganz, und seine Aue, früher reines Wiesenland, ist heute fast vollständig beackert.
Der kleine Waldangelbach hat sich in den Schwemmlöß an zahlreichen Stellen tief eingegraben und auf seinen beiden Steilufern stockt ein schöner, meist geschlossener und naturnaher Schwarzerlen-Eschen-Auenwald. Da in dieser Gegend fast überall verwertbare Lehme und Tone auftreten, meist aus dem Oligozän, waren Teile des heutigen Naturschutzgebietes als Tagebaue in Nutzung.
Bereits 1987 entstand hier in Eigenarbeit des Naturschutzvereins Rauenberg ein Sekundärbiotop unter anderem mit künstlich angelegten Tümpeln im bruchartigen Auenwald, was die Laichgelegenheiten dort vorhandener Amphibien verbesserte, vor allem der Gelbbauchunke.
Da auch einige Wiesenflächen mit unter Schutz kamen, lassen sich für die Pflanzenwelt hier verschiedene Feuchtgesellschaften des Grünlandes, der Bruchwälder und Wegränder studieren. Überwiegend finden sich dabei Arten, die hohen Stickstoffgehalt vertragen oder sogar benötigen, der von der landwirtschaftlichen Nutzung, aber auch von Überschwemmungen eingetragen wird.
Am Ufer und an Wegen sind das zum Beispiel die Pestwurzen, die mit ihren riesigen Blättern ganze Fluren bilden – ein heute seltener Anblick. Im Unterholz des Auewaldes sind solche Anzeiger der Schwarze Holunder und die Brombeere, auf den Wiesen der blaue Wiesen-Storchschnabel, der weiße Wiesenkerbel und der Bärenklau. Typische Pflanzen sehr feuchter Standorte sind die schon im Frühjahr blühenden Sumpfdotterblumen, mit deren Blütenblättersaft früher die Butter gelb gefärbt wurde. Den Met süßte man mit Stauden des ebenfalls vorkommenden Mädesüßes. Auch weniger auffällige Gräser, nämlich zahlreiche Seggen und Binsen, lassen sich entdecken.
Im Naturschutzgebiet sind auch zahlreiche Vogelarten heimisch. Gegen 50 Arten Brutvögel wurden bis heute festgestellt, darunter so wertvolle Arten wie Pirol, Sumpf- und Weidenmeise, Nachtigall und Neuntöter. Gelegentlich schafft sich auch der Eisvogel an den Steilwänden des Bachufers eine Bruthöhle.

### Landschaftsschutzgebiete

#### Schloßpark Eichtersheim
Das nur etwas über sechs Hektar große Landschaftsschutzgebiet Schloßpark Eichtersheim wurden wegen des alten Baumbestandes im Park eingerichtet.

#### Gräbenwiesen, Spechbach, Weidichberg und Birkenwald
Das Landschaftsschutzgebiet Gräbenwiesen, Spechbach, Weidichberg und Birkenwald umgibt und verbindet die Teilflächen des gleichnamigen Naturschutzgebietes.

#### Westlicher Kraichgau
Ab der Gemeindegrenze zwischen Angelbachtal und Mühlhausen unterhalb von Echterheim und oberhalb vom Mühlhausen gehört das Einzugsgebietes weithin, vor allem in dessen weniger besiedelter Teil rechtsseits des Waldangelbachs, zum 9,3 km² großen Landschaftsschutzgebiet Westlicher Kraichgau, von dem Randanteile auch jenseits der Wasserscheiden liegen. Es schützt für den Kraichgau typische Landschaftselemente wie weich geschwungene Lößhügel, darin eingerissene Täler, Waldstücke, Hohlwege, Geländeterrassen, Böschungen und Heckenstreifen. Kleine Feldstücke wechseln sich darin mit Wiesen, Obstbauflächen und Weingärten ab.

#### Altenbachtal und Galgenberg
Das gegenüber dem gleichnamigen Naturschutzgebiet kleine Landschaftsschutzgebiet Altenbachtal und Galgenberg an dessen Rand dient als Puffer und Verbindung zwischen dessen Teilen.

## Obst- und Weinlehrpfad
Der Obst- und Weinlehrpfad grenzt an das Naturschutzgebiet Landschaft am Waldangelbach und wurde 1992 durch die Stadt Wiesloch in Zusammenarbeit mit dem Winzerkeller Wiesloch, der Winzergenossenschaft, dem Obst- und Gartenbauverein, der Obstbaugenossenschaft Wiesloch sowie der Flurbereinigungsbehörde geschaffen. Anliegen dieses Lehrpfades ist es, über Bedeutung und Vielfalt des Wein- und Obstbaus in Wiesloch zu informieren und auf die Erfordernisse des Natur- und Landschaftsschutzes hinzuweisen.
Der Obst- und Weinlehrpfad Wiesloch ist Teil des Weinwanderweges Badische Bergstraße/Kraichgau. Die Gesamtwegelänge beträgt 2,4 km, wobei der Wanderweg von insgesamt 21 erläuternden Schautafeln gesäumt wird, welche über folgende Themenfelder informieren:
1. Orientierungstafel
2. Winzerkeller Wiesloch
3. Entstehung des Weinbaus in Wiesloch
4. Champagner-Bratbirne
5. Gellerts Butterbirne
6. Naturschutzgebiet Landschaft am Waldangelbach
7. Finkenwerder Prinzenapfel
8. Nancy-Mirabelle
9. Ökologie und Umwelt
10. Blick über Kraichgau, Rheinebene und Odenwald
11. Bürgerwingert
12. Spätburgunder
13. Riesling
14. Müller-Thurgau
15. Weißer Burgunder
16. Ruländer oder Grauer Burgunder
17. Wein und geologischer Untergrund
18. Johann Philipp Bronner (Wieslocher Weinbau-Pionier)
19. Pastorenbirne
20. Apfel und Birne
21. Walnuss

### LUBW
Amtliche Online-Gewässerkarte mit passendem Ausschnitt und den hier benutzten Layern: Lauf und Einzugsgebiet des Waldangelbachs

Allgemeiner Einstieg ohne Voreinstellungen und Layer: Daten- und Kartendienst der Landesanstalt für Umwelt Baden-Württemberg (LUBW) (Hinweise)
1. 1 2  Länge nach dem Layer Gewässernetz (AWGN).
2. 1 2  Einzugsgebiet aufsummiert aus den Teileinzugsgebieten nach dem Layer Basiseinzugsgebiet (AWGN).

### Andere Belege
1. ↑  Josef Schmithüsen: Geographische Landesaufnahme: Die naturräumlichen Einheiten auf Blatt 161 Karlsruhe. Bundesanstalt für Landeskunde, Bad Godesberg 1952. → Online-Karte (PDF; 5,1 MB)
2. ↑  Nach dem Höhenlinienbild auf dem Geodatenviewer.
3. 1 2 3 4  Abgemessen auf LUBW-FG10.
4. ↑  Abgemessen auf LUBW-GEZG.
5. ↑  Abgemessen auf LUBW-SG10.